# Попадейкіно
Попаде́йкіно (рос. Попадейкино) — присілок у складі Томського району Томської області, Росія. Входить до складу Зоркальцевського сільського поселення.

## Населення
Населення — 6 осіб (2010; 0 у 2002).